# Juntos pela Catalunha (2020)
Juntos pela Catalunha (em catalão: Junts per Catalunya, Junts) é um partido político da Catalunha fundado em julho de 2020 pelo antigo presidente da Generalitat, o exilado Carles Puigdemont. Puigdemont decidiu avançar para a fundação de um novo partido após romper com o Partido Democrata Europeu Catalão, fruto de divergências profundas sobre a reorganização do partido e questões ideológicas.
Estas divergências tratava-se de como orientar o espaço ocupado anteriormente pela Convergência Democrática da Catalunha. Enquanto a maioria dos membros do novo Partido Democrata Europeu pretendiam continuar com a linha de centro-direita e liberal que caraterizava a Convergência, Puigdemont e os seus apoiantes pretendiam um partido de massas, aglutinando vários grupos e organizações independentistas e um com uma linha mais próxima do centro-esquerda.
O novo partido de Puigdemont, ideologicamente, segue a linha defendida por este, defendendo o direito à auto-determinação da Catalunha e a independência (mesmo unilateral) da região. Junts também defende uma democracia direta, envolvendo mais os cidadãos, uma economia mais justa e um combate firme contra a corrupção. Uma das grandes ironias de Junts é que, no passado grande parte dos seus dirigentes estavam situados no centro-direita, agora encontram-se num partido claramente de centro-esquerda, procurando capturar eleitorado captado pela Esquerda Republicana da Catalunha.

## Composição
| Partido | Partido                                 | Ideologia                              | Espectro        |
| ------- | --------------------------------------- | -------------------------------------- | --------------- |
|         | Chamada Nacional pela República         | Independentismo catalão Republicanismo | Pega-tudo       |
|         | Ação pela República                     | Independentismo catalão Progressismo   | Centro-esquerda |
|         | Os Verdes - Alternativa Verde           | Ecologismo                             | Esquerda        |
|         | Reagrupament                            | Independentismo catalão Republicanismo | Pega-tudo       |
|         | Democratas da Catalunha                 | Democracia cristã                      | Centro-direita  |
|         | Movimento de Esquerda                   | Social-democracia                      | Centro-esquerda |
|         | Solidariedade Catalã pela Independência | Independentismo catalão                | Pega-tudo       |